# Louise Nathhorst
Ingrid Erna Louise Nathhorst född 26 mars 1955, även kallad "Lussan", är en svensk dressyrryttare. 
Louise Nathhorst har 7 SM-guld och en bronsmedalj från OS 1984 i Los Angeles. Hon har 7 Championatstecken som Årets Dressyrryttare. Fyra av dessa vann hon på rad 1987-1990, och senare även 1995-1996 och 1998. 1998 vann hon även Världscupsfinalen i Scandinavium då hon red ett kürprogram till musik som specialskrivits till henne av Benny Andersson.

## Biografi
Louise Nathhorst föddes 26 mars 1955 på Östermalm i Stockholm. Hon är dotter till Herbert Nathhorst och Harriet Stenbeck, barnbarn till Einar och Dagmar Stenbeck. Hon började rida vid 10 års ålder på en ridskola i Skanör och fick sedan rida för Jan Malmborg på Stockholms Ridhus. Efter att ha övertagit sin systers ponny Popito började hon tävla framgångsrikt. Hon har som junior bland annat deltagit i svenska mästerskapen i banhoppning, dressyr och fälttävlan. 
Vid 16 års ålder gick Nathhorst över till stor häst och satsade uteslutet på hoppning med sina två hästar det engelska fullblodet Chambord och varmblodet Rockelina. 1974 gick Louise Nathhorst helt över till dressyr och åkte till Tyskland för att träna för den tyske dressyrtränaren Walter Christensen, vilket hon gjorde i flera omgångar fram till 1990. Hon red även för Hans Wikne i Strömsholm under två år och senare även för Herbert Rehbein efter att Walter Christensen avlidit. Louise Nathhorst jobbade även i USA under tre år. 
1983 flyttade Louise Nathhorst hem till Sverige och till Hogsta gård på Lovön i Ekerö. Nu började hon tävla framgångsrikt med det svenska dressyrlandslaget. 1984 fick Louise Nathhorst åka till OS i Los Angeles tillsammans med laget. Där placerade sig laget på 26:e plats medan Louise Nathhorst vann en individuell bronsmedalj. Nathhorst deltog även i OS 1988 i Seoul, 1996 i Atlanta och 2004 i Aten. 1998 vann Nathhorst världscupfinalen på Scandinavium i Göteborg när hon red ett egenkomponerat kürprogram med musik som var specialskriven för henne av Björn Ulvaeus.   
Louise Nathhorst har bosatt sig på Lovön tillsammans med sambon Lars Andersson som är A-tränare i dressyr och tidigare ridit i landslagstruppen. Tillsammans har de ett stall där de bedriver träningsverksamhet.

## Meriter

### Medaljer
Guld
- SM i Flyinge 1987
- SM i Flyinge 1988
- SM i Tranås 1989
- SM i Skövde 1990
- SM i Stockholm 1991
- SM i Flyinge 1996
- SM i Enköping 2000

Silver
- SM i Tranås 1989
- SM i Skövde 1990
- SM i Göteborg 1995
- SM i Helsingborg 2001

Brons
- OS i Los Angeles 1984
- VM i Rom 1998
- EM i Verden 1997
- EM i Turin 2007
- SM i Strömsholm 1984
- SM i Falsterbo 2003

### Övriga meriter
- Utnämnd till Årets Dressyrryttare med Championatstecken 7 gånger varav 4 år på raken 1987-1990, 2 år på raken 1995-1996 samt även 1998.
- Vinnare av Världscupsfinalen 1998 i Scandinavium och placerad 3:a i Världscupsfinalen 1997 i Holland
- 5 stycken segrar i Världscupskvalen (1988, 1989, 1990, 1997 och 1998)
- 2 guld i Svenskt Dressyrderby i Falsterbo (1988 och 1989)
- 6 segrar i nationella Grand Prix-tävlingar
- Rankad 1:a på Årsrankingen 3 år på raken (1995, 1996 och 1997), samt även rankad 2:a år 1997.

## Topphästar
- Guinness 888 (född 1990), svart Danskt varmblod e: Dolomit
- Tristan Ask (född 1993), brunt Danskt varmblod e: Traumdeuter
- Isidor (född 1996), svart Svenskt varmblod e: Guinness 888
- Walk on Top, (född 1985), fuxfärgad Hannoveranare e: Wenzel I